# 200 meter medley för damer i simning vid olympiska sommarspelen 2004
Sammanställda resultaten för 200 meter medley, damer vid de Olympiska sommarspelen 2004.

## Rekord
| Världsrekord     | Yanyan Wu (Kina)         | Shanghai, Kina     | 2.09,72 | 17 oktober 1997   |
| Olympiskt rekord | Jana Klotjkova (Ukraina) | Sydney, Australien | 2.10,68 | 19 september 2000 |

## Medaljörer
| Guld:                   | Silver:           | Brons:                    |
| Jana Klotjkova, Ukraina | Amanda Beard, USA | Kirsty Coventry, Zimbabwe |

## Resultat
Från de 4 kvalheaten gick de 16 snabbaste vidare till semifinal.

Från de två semifinalerna gick de 8 snabbaste till final.
Alla tider visas i minuter och sekunder.

Q kvalificerad till nästa omgång

DNS startade inte.

DSQ markerar diskvalificerad eller utesluten.

### Kval

#### Heat 1
1. Vered Borochovski, Israel 2.20,62
2. Petra Banovic, Kroatien 2.20,83
3. Na-Ri Park, Sydkorea 2.21,48
4. Lara Hrund Bjargardottir, Island 2.22,00
5. Marina Muljajeva, Kazakstan 2.24,25
6. Louise Jansen, Danmark 2.27,08

#### Heat 2
1. Hanna Sjtjerba, Vitryssland 2.14,59 Q
2. Beatrice Caslaru, Rumänien 2.14,70 Q
3. Yafei Zhou, Kina 2.15,56 Q
4. Teresa Rohmann, Tyskland 2.16,06 Q
5. Misa Amano, Japan 2.17,88
6. Alenka Kejzar, Slovenien 2.18,60
7. Man-Hsu Lin, Taiwan 2.18,86
8. Alessia Filippi, Italien 2.19,29

#### Heat 3
1. Amanda Beard, USA 2.14,49 Q
2. Agnes Kovacs, Ungern 2.15,17 Q
3. Alice Mills, Australien 2.15,62 Q
4. Joanna Melo, Brasilien 2.16,21 Q
5. Oksana Verevka, Ryssland 2.16,63 Q
6. Yi Ting Siow, Malaysia 2.19,52
7. Athina Tzavella, Grekland 2.20,30
8. Hui Qi, Kina 2.26,02

#### Heat 4
1. Kirsty Coventry, Zimbabwe 2.13,33 Q Afrikanskt rekord
2. Jana Klotjkova, Ukraina 2.13,40 Q
3. Katie Hoff, USA 2.14,03 Q
4. Lara Carroll, Australien 2.16,17 Q
5. Georgina Bardach, Argentina 2.16,68 Q
6. Elizabeth Warden, Kanada 2.17,12 Q
7. Helen Norfolk, Nya Zeeland 2.17,27 Q
8. Joscelin Yeo, Singapore 2.18,61

### Semifinaler

#### Heat 1
1. Yana Klochkova, Ukraina 2.13,30 Q
2. Amanda Beard, USA 2.13,51 Q
3. Beatrice Caslaru, Rumänien 2.14,25 Q
4. Teresa Rohmann, Tyskland 2.14,47 Q
5. Joanna Melo, Brasilien 2.15,43
6. Georgina Bardach, Argentina 2.15,73
7. Yafei Zhou, Kina 2.15,93
8. Helen Norfolk, Nya Zeeland 2.17,41

#### Heat 2
1. Katie Hoff, USA 2.13,60 Q
2. Kirsty Coventry, Zimbabwe 2.13,68 Q
3. Lara Carroll, Australien 2.13,80 Q
4. Agnes Kovacs, Ungern 2.14,68 Q
5. Hanna Sjtjerba, Vitryssland 2.14,92
6. Alice Mills, Australien 2.14,95
7. Oksana Verevka, Ryssland 2.15,45
8. Elizabeth Warden, Kanada 2.17,32

### Final
1. Jana Klotjkova, Ukraina 2.11,14
2. Amanda Beard, USA 2.11,70 Amerikanskt rekord
3. Kirsty Coventry, Zimbabwe 2.12,72 Afrikanskt rekord
4. Agnes Kovacs, Ungern 2.13,58
5. Teresa Rohmann, Tyskland 2.13,70
6. Lara Carroll, Australien 2.13,74
7. Katie Hoff, USA 2.13,97
8. Beatrice Caslaru, Rumänien 2.15,40

## Tidigare vinnare

### OS
- 1896 – 1964: Ingen tävling
- 1968 i Mexico City: Claudia Kolb, USA – 2.24,7
- 1972 i München: Shane Gould, Australien – 2.23,07
- 1976 i Montréal: Ingen tävling
- 1980 i Moskva: Ingen tävling
- 1984 i Los Angeles: Tracey Caulkins, USA – 2.12,64
- 1988 i Seoul: Daniela Hunger, DDR – 2.12,59
- 1992 i Barcelona: Lin Li, Kina – 2.11,65
- 1996 i Atlanta: Michelle Smith, Irland – 2.13,93
- 2000 i Sydney: Jana Klotjkova, Ukraina – 2.10,68

### VM
- 1973 i Belgrad: Andrea Hübner, DDR – 2.20,51
- 1975 i Cali, Colombia: Kathy Heddy, USA – 2.14,25
- 1978 i Berlin: Tracey Caulkins, USA – 2.14,07
- 1982 i Guayaquil, Ecuador: Petra Schneider, DDR – 2.11,79
- 1986 i Madrid: Kristin Otto, DDR – 2.15,56
- 1991 i Perth: Lin Li, Kina – 2.13,40
- 1994 i Rom: Bin Lu, Kina – 2.12,34
- 1998 i Perth: Yanyan Wu, Kina – 2.10,88
- 2001 i Fukuoka, Japan: Maggie Bowen, USA – 2.11,93
- 2003 i Barcelona: Jana Klotjkova, Ukraina – 2.10,75